# Marcus D'Amico
Marcus D'Amico (Fráncfort del Meno, Alemania; 4 de diciembre de 1965-16 de diciembre de 2020) fue un actor de cine, televisión y teatro conocido por su papel de Michael "Mouse" Tolliver en la miniserie de 1993 Tales of the City.
Nacido en Alemania de padre estadounidense y madre británica, D'Amico se crio en el Reino Unido y más tarde apareció en varias producciones teatrales.

## Carrera actoral
Al principio de su carrera, D'Amico tuvo breves papeles en Superman II (1980) y Full Metal Jacket de Stanley Kubrick (1987). Apareció como invitado en Jeeves and Wooster (1993), As Time Goes By (1994) y la comedia negra Murder Most Horrid (1996). Otras apariciones incluyeron el drama policial británico The Bill (2002), también tuvo un papel recurrente en la telenovela británica Family Affairs (2005).
D'Amico había manifestado su preferencia por la actuación en el escenario, y entre sus diversas representaciones escénicas se encontraban una producción de Julio César de Shakespeare en el Young Vic Theatre de Londres y The Boys Next Door en el Comedy Theatre de Londres. Fue nominado para el premio Laurence Olivier de 1992 al Mejor Actor por su interpretación de Louis en Angels in America.
En 2003, apareció en The Lisbon Traviata en el King's Head Theatre de Londres. Al año siguiente se unió al elenco de Mamma Mia! en Londres.
A pesar del éxito de su interpretación de Michael "Mouse" Tolliver en Tales of the City, D'Amico no apareció en la secuela de 1998 More Tales of the City . (El papel fue reinterpretado por Paul Hopkins, quien luego apareció en Further Tales of the City en 2001) Según el autor Armistead Maupin:

«A pesar de los rumores, no es cierto que Marcus D'Amico no fuera invitado a regresar por cuestiones relacionadas con su sexualidad. El equipo de producción conoció a Marcus y él expresó "ambivalencia" acerca de volver al papel de Mouse. El director sintió que era importante encontrar a alguien que aceptara el papel con entusiasmo.»

Sin embargo, se había referido a su trabajo anterior en la miniserie Tales of the City como "agotador, esclarecedor y desafiante". 
Cuando se le preguntó sobre el temor de ser encasillado después de aparecer en la obra de teatro Angels in America y en la serie de televisión Tales of the City, D'Amico dijo en 2003: «Me encasillaron en papeles gay, pero ahora ya no me preocupa».
El 16 de diciembre de 2020, D'Amico falleció de neumonía en su casa de Oxfordshire, Inglaterra. Tenía cincuenta y cinco años.
| Año  | Título                        | Personaje |
| ---- | ----------------------------- | --------- |
| 1980 | Superman II                   | Willie    |
| 1987 | Full Metal Jacket             | Hand Job  |
| 1989 | The Long Weekend (O' Despair) | Greg      |